# Henry Mosquera
Henry David Mosquera Sánchez (Quibdó, 15 novembre 2001) è un calciatore colombiano, attaccante del RB Bragantino.

## Carriera

### Club
Ha iniziato la sua carriera con la squadra amatoriale del Los Papeticos nella sua città natale. Si è trasferito a Medellín all'età di 19 anni e ha giocato per il CD La Mazzia prima di essere notato dagli osservatori dell'Envigado.
Il 27 dicembre 2021, Mosquera è stato annunciato dall'Envigado. Ha fatto il suo debutto a livello professionistico in Categoría Primera A il 20 gennaio 2022, partendo titolare nella sconfitta esterna per 1-0 contro l'América de Cali.
Ha segnato il suo primo gol il 17 settembre 2022, segnando il terzo gol per il suo club nella vittoria casalinga per 3-2 sul Cortuluá.
Il 30 marzo 2023 l'Envigado ha annunciato il trasferimento di Mosquera al Red Bull Bragantino, squadra brasiliana di Série A. Il Bragantino ha confermato il trasferimento il giorno successivo con il giocatore che ha firmato un contratto quinquennale.

### Nazionale
Nel 2023 ha giocato 2 partite con la nazionale colombiana.

## Statistiche

### Presenze e reti nei club
Statistiche aggiornate al 18 maggio 2022.
| Stagione        | Squadra         | Campionato      | Campionato | Campionato | Coppe nazionali | Coppe nazionali | Coppe nazionali | Coppe continentali | Coppe continentali | Coppe continentali | Altre coppe | Altre coppe | Altre coppe | Totale | Totale | Totale |
| Stagione        | Squadra         | Comp            | Pres       | Reti       | Comp            | Pres            | Reti            | Comp               | Pres               | Reti               | Comp        | Pres        | Reti        | Pres   | Reti   |        |
| --------------- | --------------- | --------------- | ---------- | ---------- | --------------- | --------------- | --------------- | ------------------ | ------------------ | ------------------ | ----------- | ----------- | ----------- | ------ | ------ | ------ |
| 2022            | Envigado        | A               | 40         | 2          | CC              | 2               | 0               |                    | -                  | -                  |             | -           | -           | 42     | 2      |        |
| 2023            | Envigado        | A               | 9          | 3          | CC              | 1               | 0               |                    | -                  | -                  |             | -           | -           | 10     | 3      |        |
| 2023            | RB Bragantino   | A1/SP+A         | 0+5        | 0          | CB              | 0               | 0               | CS                 | 2                  | 0                  |             | -           | -           | 7      | 0      |        |
| Totale carriera | Totale carriera | Totale carriera | 54         | 5          |                 | 3               | 0               |                    | 2                  | 0                  |             | -           | -           | 59     | 5      |        |

### Cronologia presenze e reti in nazionale
| Cronologia completa delle presenze e delle reti in nazionale ― Colombia | Cronologia completa delle presenze e delle reti in nazionale ― Colombia | Cronologia completa delle presenze e delle reti in nazionale ― Colombia | Cronologia completa delle presenze e delle reti in nazionale ― Colombia | Cronologia completa delle presenze e delle reti in nazionale ― Colombia | Cronologia completa delle presenze e delle reti in nazionale ― Colombia | Cronologia completa delle presenze e delle reti in nazionale ― Colombia | Cronologia completa delle presenze e delle reti in nazionale ― Colombia |
| Data                                                                    | Città                                                                   | In casa                                                                 | Risultato                                                               | Ospiti                                                                  | Competizione                                                            | Reti                                                                    | Note                                                                    |
| ----------------------------------------------------------------------- | ----------------------------------------------------------------------- | ----------------------------------------------------------------------- | ----------------------------------------------------------------------- | ----------------------------------------------------------------------- | ----------------------------------------------------------------------- | ----------------------------------------------------------------------- | ----------------------------------------------------------------------- |
| 11-12-2023                                                              | Fort Lauderdale                                                         | Colombia                                                                | 1 – 0                                                                   | Venezuela                                                               | Amichevole                                                              | -                                                                       | 73’                                                                     |
| 16-12-2023                                                              | Los Angeles                                                             | Messico                                                                 | 2 – 3                                                                   | Colombia                                                                | Amichevole                                                              | -                                                                       | 82’                                                                     |
| Totale                                                                  |                                                                         | Presenze                                                                | 2                                                                       |                                                                         | Reti                                                                    | 0                                                                       |                                                                         |